# Planmatig onderhoud
Planmatig onderhoud is onderhoud dat wordt uitgevoerd op basis van een plan of planning. Onderhoud wordt (zonder dat er sprake is van een plan) vaak uitgevoerd als een onderhoudstoestand dat vereist. Er is dan sprake van een onderhoudsachterstand of, erger, achterstallig onderhoud. Door planmatig onderhoud uit te voeren is men veelal het ontstaan van een onderhoudsachterstand voor. 
Planmatig onderhoud wordt vastgesteld op basis van een meerjarenonderhoudsplanning (MOP). In zo een MOP wordt een inschatting gemaakt van het onderhoud dat er waarschijnlijk aan gaat komen. De termijn van een MOP is ten minste 10 jaar, maar kan uitlopen tot maximaal 50 jaar. De werkzaamheden in de MOP zijn vaak van eenvoudige aard, dit omdat juist door planmatig onderhoud erger en lastiger of duurder onderhoud wordt voorkomen. Door het juiste planmatig onderhoud uit te voeren (schilderen) treedt bijvoorbeeld geen houtrot op aan kozijnen, ramen en deuren.

## Voordelen van planmatig onderhoud
Elk in de bouw toegepast element of materiaal gaat op den duur onderhoud vragen. Dit is een normale zaak. Op het moment dat onderhoud aan een bouwkundige zaak noodzakelijk is, is sprake van een onderhoudsachterstand. De mate waarin men toestaat dat er meer onderhoud uitgevoerd zal moeten worden wordt bepaald door de eigenaar die hierin ook bepaalde risico's neemt. Hij kan zich hierin laten adviseren door een 'adviseur planmatig onderhoud'. Wanneer het onderhoud echter niet meer op een normale manier kan worden uitgevoerd (en de achterstand met gangbaar onderhoudswerk kan worden weggewerkt), is sprake van achterstallig onderhoud. Door planmatig onderhoud kan een inschatting gemaakt worden op welk moment een onderhoudstoestand nog op een normale manier omkeerbaar is. Dat is het optimum in de planning. Eerder uitvoeren van het onderhoud betekent te vroeg kosten maken. Later uitvoeren betekent een groot risico nemen.
Voorbeeld: Schilderwerk op houten kozijnen. Onder normale omstandigheden wordt schilderwerk langzaam ouder en vertoont op een bepaalde leeftijd een bepaald aantal mankementen:
- verpoedering
- onthechting van de ondergrond
- afbladderen
- barsten
- "verkrijting"
- verkleuring

Om dit tegen te gaan wordt globaal de volgende planning aangehouden:
- Na vier jaar (vanaf nieuw) een kleine beurt waarbij alleen de meer kwetsbare delen van de kozijnen worden geschilderd
- Vier jaar later wordt een grote beurt uitgevoerd waarbij alles opnieuw wordt geschilderd
- Eens in de 32 jaar wordt het hout volledig kaal gemaakt en het schildersysteem er volledig nieuw opgezet.

Dit kan op een planmatige manier wordt opgezet. Veelal worden daar werkbladen op de computer voor gebruikt. Ook is er in de markt specialistische software beschikbaar waarin ze een MOP kan worden aangemaakt en bij gehouden. De indeling van een MOP is grofweg zoals in onderstaande tabel weergegeven:
| omschrijving      | jaar 0  | jaar 1 | jaar 2 | jaar 3 | jaar 4 | jaar 5 | jaar 6 | jaar 7 | jaar 8  | jaar 9 | jaar 10 | TOTAAL  |
| ----------------- | ------- | ------ | ------ | ------ | ------ | ------ | ------ | ------ | ------- | ------ | ------- | ------- |
| Schilderwerk pui  | 800,-   | -      | -      | -      | 300,-  | -      | -      | -      | 800,-   | -      | -       | 1.900,- |
| Schilderwerk deur | 200,-   | -      | -      | -      | 80,-   | -      | -      | -      | 200,-   | -      | -       | 480,-   |
| Schilderwerk raam | 110,-   | -      | -      | -      | 70,-   | -      | -      | -      | 110,-   | -      | -       | 290,-   |
| -                 | -       | -      | -      | -      | -      | -      | -      | -      | -       | -      | -       | -       |
| -                 | -       | -      | -      | -      | -      | -      | -      | -      | -       | -      | -       | -       |
| -                 | -       | -      | -      | -      | -      | -      | -      | -      | -       | -      | -       | -       |
| TOTAAL per jaar   | 1.110,- | -      | -      | -      | 450,-  | -      | -      | -      | 1.110,- | -      | -       | 2.670,- |

Het werken met jaren waarin onderhoud wordt uitgevoerd heet ook wel: in de cyclus zetten. De cyclus is dan het aantal jaren waarin onderhoudswerkzaamheden terugkomen. Voor zeer veel materialen is de cyclus van het onderhoudswerk bekend. Gebruikmakend van deze bekendheid kan in een vroeg stadium (soms als het gebouw alleen nog maar bestaat op de tekentafel) het onderhoud worden vastgesteld voor tientallen jaren.

## Inspecteren
Het plan wordt zelden klakkeloos uitgevoerd. De eigenaren (die de rekening van het onderhoud moeten betalen) kiezen er vaak voor om het plan te volgen op hoofdlijnen, maar door zich te laten adviseren over de onderhoudstoestand kiezen zij er voor om vlak voor de geplande onderhoudsbeurt het onderhoud alsnog uit te stellen. Het onderhoud wordt dan één of twee jaar uitgesteld en de gehele planning schuift ook zo veel op. Dit vereist een grote mate van expertise op het gebied van onderhoud en inzicht in het gedrag van materialen om te komen tot een goede risicobeheersing. De meest toereikende inspectie wordt uitgevoerd door een integraal inspecteur die werkt volgens de methode van de Conditiemeting conform de NEN 2767.